# Ammophila laevigata
Ammophila laevigata är en biart som beskrevs av Frederick Smith 1856.
Ammophila laevigata ingår i släktet Ammophila och familjen grävsteklar. Inga underarter finns listade i Catalogue of Life.